# ويتني يونغ
ويتني مور يونغ جونيور (بالإنجليزية: Whitney Young) (31 يوليو 1921-11 مارس 1971)، هو أحد قادة الحقوق المدنية الأمريكية. أمضى معظم حياته المهنية في العمل على إنهاء التمييز في التوظيف في الولايات المتحدة، وتحويل الرابطة الحضرية الوطنية من منظمة حقوق مدنية غير فاعلة نسبيًا، إلى منظمة عملت بحزم، من أجل الوصول العادل إلى الفرص الاجتماعية والاقتصادية للمحرومين تاريخياً.

## النشأة والحياة المهنية
ولد يونغ في مقاطعة شيلبي، في ولاية كنتاكي، في 31 يوليو عام 1921، لأبوين متعلمين. ترأس والده ويتني م. يونغ الأب، معهد لنكولن، وشغل منصب رئيس جمعية كنتاكي نيغرو إديوكيشنال أسوسييشن التعليمية مرتين. شغلت والدة ويتني، لورا (راي) يونغ والتي كانت معلمة، منصب أول مديرة مكتب بريد في كنتاكي (والثانية في الولايات المتحدة)، وعينها الرئيس فرانكلين د. روزفلت، في هذا المنصب في عام 1940. التحق يونغ بمعهد لنكولن في سن الثالثة عشر عامًا، وتخرج كطالب متفوق في صفه، وشقيقته مارغريت التي ألقت خطاب التخرج، في عام 1937.
حصل يونغ على بكالوريوس علوم العمل الاجتماعي من جامعة ولاية كنتاكي، وهي مؤسسة ذات تاريخ مرتبط بذوي البشرة السوداء. تطلع يونغ ليصبح طبيبًا في ولاية كنتاكي. كان يونغ أيضًا مهاجمًا في فريق كرة السلة في الجامعة، وكان عضوًا في أخوية ألفا فاي ألفا، وشغل منصب نائب الرئيس خلال هذا الوقت في ولاية كنتاكي. أصبح رئيسًا لقسم التخرج الخاص به، وتخرج في عام 1941.
أُدرج اسم يونغ في دليل مدينة فرانكفورت، كنتاكي، لعام 1945 كمساعد مشرف على تعليم السود، في إدارة التعليم في كنتاكي في عام 1945، وعاش في مدينة فرانكفورت.
دُرّب يونغ خلال الحرب العالمية الثانية، في مجال الهندسة الكهربائية في معهد ماساتشوستس للتكنولوجيا. عُيّن بعدها في طاقم بناء الطرق من المجندين السود، الذين يشرف عليهم ضباط بيض جنوبيون. رُقّي بعد ثلاثة أسابيع فقط، من رقيب خاص إلى رقيب أول، وخلق العداء من كلا الجانبين. تمكن يونغ على الرغم من التوتر، من التوسط بفعالية بين ضباطه البيض والمجندين السود الغاضبين من سوء معاملتهم. دفع هذا الوضع يونغ للانطلاق في مهنته في العلاقات العرقية.
انضم يونغ إلى زوجته مارغريت في جامعة مينيسوتا بعد الحرب، ونال درجة الماجستير في العمل الاجتماعي في عام 1947، وتطوع في فرع سانت بول للرابطة الحضرية الوطنية. عُيّن أمينًا للعلاقات الصناعية في هذا الفرع في عام 1949.
أصبح يونغ في عام 1950، رئيس الفرع المحلي للرابطة الحضرية الوطنية في أوماها، نبراسكا. ساعد أثناء توليه هذا المنصب العمال السود على أن يحصلوا على وظائف كانت مخصصة سابقا للبيض. تضاعف عدد أعضاء الفرع ثلاثة أضعاف خلال فترة قيادته. درّس يونغ في جامعة نبراسكا من عام 1950 وحتى عام 1954، وفي جامعة كريتون من عام 1951 وحتى عام 1952، بينما كان رئيسًا للرابطة الحضرية في أوماها.
شغل منصبه التالي في عام 1954، كأول عميد للعمل الاجتماعي في جامعة أتلاتنا، ودعم يونغ الخريجين في مقاطعة مؤتمر جورجيا للرعاية الاجتماعية، ردًا على معدلات التوظيف المنخفضة للأفارقة الأمريكيين داخل المنظمة. كان يونغ وزوجته مارغريت في ديسمبر عام 1954، من أوائل السود الذين انضموا إلى الكنيسة الليبرالية المتحدة (سميت منذ عام 1965، أبرشية الوحدوية الخلاصية في أتلانتا)، وانضم ويتني في النهاية إلى مجلس الأمناء. توقفت الكنيسة عن تنظيم النزهات السنوية في الحدائق المنفصلة، وأصبحت مختلطة. نشط كثيرون في الأبرشية في حركة الحقوق المدنية، وكان القس مارتن لوثر كينغ الابن، والذي أصبح مساعد والده في كنيسة إبنيزر المعمدانية القريبة، ضيفًا على المنبر.
شارك في عام 1957 مع فلورنس ف. آدمز في تأليف بعض الرواد في العمل الاجتماعي: رسومات موجزة، دفتر عمل الطالب.
حصل يونغ في عام 1960 على منحة مؤسسة روكفلر للدراسات العليا لمدة عام، في جامعة هارفارد. انضم في العام نفسه إلى الجمعية الوطنية للنهوض بذوي البشرة الملونة (إن إيه إيه سي بّي) وترقّى ليصبح رئيس الولاية. كان أيضًا صديقًا مقربًا للمدير التنفيذي روي ويلكينز.

## المدير التنفيذي للرابطة الحضرية الوطنية
أصبح يونغ المدير التنفيذي للرابطة الحضرية الوطنية، في عام 1961، وكان في سن الأربعين. اختير بالإجماع من قبل مجلس إدارة الرابطة الحضرية الوطنية، خلفًا لليستر غرانجر في 1 أكتوبر عام 1961. وسّع المنظمة لتشمل 1600 موظف بدلًا من 38 موظفًا خلال أربع سنوات، ولتتحول الميزانية السنوية إلى 6,100,000 دولار بعد أن كانت 325,000 دولار. شغل يونغ منصب رئيس الرابطة الحضرية حتى وفاته في عام 1971.
كانت الرابطة الحضرية تقليديًا منظمة حذرة ومعتدلة، ضمت العديد من الأعضاء البيض.
قاد يونغ المنظمة إلى صدارة حركة الحقوق المدنية الأمريكية، أثناء فترة توليه المنصب التي بلغت عشر سنوات. وسع نطاق مهمتها إلى حد كبير، وحافظ على دعم رجال الأعمال البيض والقادة السياسيين ذوي النفوذ. في مقابلة مع روبرت بِن وارين في عام 1964، عن كتاب من يتحدث باسم السود؟ والتي أُرشفت في مركز لوي ب. نون للتاريخ الشفهي، ذكر أن يونغ لم يعبر عن مهمة الرابطة الحضرية كنشاط على أرض الواقع بحد ذاته، بل كمكمِّلة ومتممة لأنشطة جميع المنظمات الأخرى، وأنه قال: «نحن المهندسون الاجتماعيون، نحن الاستراتيجيون، نحن المخططون، نحن الأشخاص الذين يعملون على مستوى صنع السياسات، تطبيق السياسات، أعلى مستويات مجتمع الشركات، أعلى المستويات في المجتمع الحكومي -على المستوى الاتحادي ومستوى الولايات والمستوى المحلي- أعلى المستويات في الحركة العمالية». بادر يونغ ببرامج مثل «ستريت أكاديمي» كجزء من المهمة الجديدة للرابطة، وهو نظام تعليمي بديل، لإعداد المتسربين من المدارس الثانوية للكلية، و«نيو ثرست»، وهو مسعى لمساعدة القادة السود المحليين على تحديد وحل مشكلات المجتمع.

## قيادة الجمعية الوطنية للأخصائيين الاجتماعيين (إن إيه إس دبليو)
شغل يونغ منصب رئيس الجمعية الوطنية للأخصائيين الاجتماعيين (إن إيه إس دبليو)، من عام 1969 وحتى عام 1971. وتولى مهام منصبه في وقت عانت فيه الجمعية من عدم الاستقرار المالي، والشك بالتزام الرئيس نيكسون المستمر في «محاربة الفقر» وإنهاء الحرب في فيتنام.
قضى السيد يونغ فترة توليه رئاسة إن إيه إس دبليو ضامنا مواكبة المهنة للتحديات الاجتماعية والإنسانية المقلقة التي كانت تواجهها. توثّق مقالات إن إيه إس دبليو الإخبارية، دعوته الأخصائيين الاجتماعيين للعمل على معالجة الرعاية الاجتماعية من خلال الحد من الفقر، والمصالحة بين الأعراق، ووضع حد للحرب في فيتنام.
عُرف يونغ أيضًا بمهنة العمل الاجتماعي لكونه عميد كلية العمل الاجتماعي في جامعة كلارك أتلانتا، والتي تحمل اسمه الآن. تتمتع الكلية بتاريخ عريق في العمل الاجتماعي، وتخرّج القادة في هذه المهنة، وأنشأت وأسّست المنظور إفريقي التوجه للعمل الاجتماعي، وهي ممارسة نظرية شائعة الاستخدام في المناطق الحضرية. كتب يونغ في مقاله الأخير كرئيس للجمعية الوطنية للأخصائيين الاجتماعيين: «مهما كان ما نفعله، ينبغي أن نخبر الجمهور ماذا نفعل ولماذا. يجب أن يستمعوا إلى الأخصائيين الاجتماعيين بقدر ما يستمعون إلى الصحفيين والمسؤولين الحكوميين».